# 克利夫賽德帕克 (新澤西州)
克利夫賽德帕克（英語：Cliffside Park）是位於美國新澤西州伯根縣的自治市鎮。

## 人口
根據2020年美國人口普查的數據，克利夫賽德帕克的面積為2.48平方千米，皆為陸地。當地共有人口25693人，而人口密度為每平方千米10,360人。